# Attentat de Viranşehir
L'attentat de Viranşehir est un attentat meurtrier à la voiture piégée qui s'est déroulé à Viranşehir, dans la province de Şanlıurfa (Turquie), le 17 février 2017. L'attaque a été revendiquée quelques jours plus tard par le Parti des travailleurs du Kurdistan (PKK). 

## Contexte
Depuis juillet 2015, la Turquie est la cible d'une vague d'attentats perpétrés tantôt par l'État islamique, du fait de son engagement dans le nord de la Syrie, tantôt par le PKK ou encore son dissident les Faucons de la liberté du Kurdistan (TAK) dans le cadre du conflit kurde.

## Déroulement
Le 17 février 2017, en début de soirée, un minibus équipé d'une tonne d'explosif est garé dans la rue Yenişehir, à Viranşehir, près d'un immeuble où logent des procureurs. L'explosion est déclenchée à distance aux alentours de 20 h 30 (heure locale),.

## Bilan
Un garçon de onze ans (Ahmet Oktay Günak), qui au moment de l'explosion nourrisait un chat errant, et un gardien de nuit (İbrahim Kete) sont tués, et quarante-huit personnes sont blessées. Quatorze bâtiments sont abîmés,.

## Enquête
Selon le gouverneur de Şanlıurfa Güngör Azim Tuna, le terroriste présumé qui a garé le véhicule, amené de Derik, puis déclenché l'explosion est un jeune homme entre dix-huit et vingt ans. Vingt-six suspects, dont le propriétaire du minibus, sont arrêtés dans des opérations conjointes à Şanlıurfa et à Mardin,. Durant ces opérations, Yaşar Uygur (nom de code : Behzat), responsable du PKK à Mardin et accusé d'avoir ordonné l'attaque, est tué ; des armes lourdes sont retrouvées chez lui. Au total, 89 personnes (dont des personnes qui ont fait l'apologie de cet attentat sur les réseaux sociaux) sont placées en garde à vue,, dont vingt-trois qui sont envoyées en maison d'arrêt.  

## Revendication
Les autorités suspectent le PKK d'être derrière l'attaque. Le HPG, branche armée du PKK, revendique l'attentat le 24 février.

## Réactions
« Aucune attaque ou organisation terroriste ne peut affaiblir la lutte de la Turquie contre le terrorisme. Notre combat actif et déterminé contre le terrorisme va se poursuivre. » écrit le ministre de la Justice Bekir Bozdağ sur Twitter. Lui, le ministre de l'Intérieur Süleyman Soylu et le ministre de l'Agriculture Faruk Çelik se rendent sur place le lendemain.